# Nyamunondo
Nyamunondo är ett vattendrag i Burundi.   Det ligger i provinsen Bururi, i den centrala delen av landet, 80 km sydost om huvudstaden Bujumbura.
Omgivningarna runt Nyamunondo är en mosaik av jordbruksmark och naturlig växtlighet. Runt Nyamunondo är det ganska tätbefolkat, med 111 invånare per kvadratkilometer.